# Send Me the Light... I Need It Bad!
Send Me the Light... I Need It Bad! – album koncertowy Elvisa Presleya. Został zarejestrowany 29 maja 1977 r. w Baltimore.

## Lista utworów
1. "See See Rider"
2. "I Got a Woman – Amen"
3. "That’s All Right"
4. "Are You Lonesome Tonight"
5. "Blue Christmas"
6. "Heartbreak Hotel"
7. "Love me"
8. "Jailhouse Rock"
9. "You Gave Me a Mountain"
10. "Danny Boy (S. Nielsen)"
11. "Walk with Me (S. Nielsen)"
12. "Teddy Bear – Don’t Be Cruel"
13. "Walk That Lonesome Road (Stamps)"
14. "My Heavenly Father (K.Westmoreland)"
15. "One Night"
16. "My Way"
17. "Band Introduction"
18. "Early Morning Rain"
19. "What’d I Say"
20. "Johnny B. Goode"
21. "School Days"
22. "Hurt"
23. "Hound Dog"
24. "Can’t Help Falling in Love"